# 1966年叙利亚政变
1966年叙利亚政变指1966年2月21日至23日在叙利亚发生的政变，此次政变推翻了叙利亚阿拉伯共和国政府，执政的阿拉伯復興社會黨民族领导机构，取而代之的是萨拉赫·贾迪德领导的阿拉伯复兴社会党—叙利亚地区的军事委员会。这次政变导致阿拉伯复兴社会党分裂为阿拉伯复兴社会党 (伊拉克主导派)和阿拉伯復興社會黨 (敘利亞主導派)。